# Плен-Вілем
Плен-Вілем (англ. Plaines Wilhems) — округ Маврикію, розташований в центральній частині країни і не має виходу до океану. Згідно перепису 2010 року, чисельність населення становить 385 034 осіб. Район займає площу в 203,3 км, щільність населення — 1893,92 чол./км². Округ ділитися на верхній Плен-Вілем з адміністративним центром Кьюрпайп і нижній з адміністративним центром Роз-Гілл.